# پردازش نوشتار
در محاسبات، اصطلاح پردازش نوشتار به تئوری و عمل خودکارسازی ایجاد یا دستکاری نوشتار الکترونیکی اشاره دارد. نوشتار معمولاً به تمام کاراکترهای الفبایی-عددی مشخص شده روی برگه‌ی کلید شخصی که این عمل را انجام می‌دهد، اشاره دارد، اما به طور کلی نوشتار به معنای لایه انتزاعی بلافاصله بالای کدگذاری کاراکتر استاندارد نوشتار هدف است. اصطلاح پردازش به پردازش خودکار (یا مکانیزه) اشاره دارد، برخلاف همان دستکاری که به صورت دستی انجام می‌شود.
پردازش نوشتار دربرگیرنده‌ی دستورهای رایانه‌ای‌ای است که درونمایه، دگرگونی‌های درونمایه و حرکت مکان‌نما را فراخوانی می‌کنند، برای نمونه برای
- جستجو و جایگزینی
- قالب
- یک گزارش پردازش‌شده از محتوای، یا
- فیلتر کردن یک فایل یا گزارش یک فایل نوشتاری.

پردازش نوشتار یک عبارت منظم ، یک ماشین ویرایش مجازی است که دارای یک زبان برنامه‌نویسی نخستین است که دارای رجیسترهای نامگذاری شده (شناسه‌ها) و موقعیت‌های نامگذاری شده در توالی کاراکترهای تشکیل دهنده نوشتار است. با استفاده از این موارد، "پردازشگر نوشتار" می‌تواند، به عنوان مثال، ناحیه‌ای از نوشته را علامت‌گذاری کرده و سپس آن را جابجا کند. پردازش نوشتار یک ابزار ، یک برنامه فیلتر یا filter است. این دو مکانیسم، پردازش نوشتار را می‌سازد.

## تعریف
از آنجایی که نشانه‌گذاری استاندارد مانند کدهای escape مربوط به ANSI عموماً برای ویرایشگر قابل مشاهده نیستند، مجموعه‌ای از ویژگی‌های گذرا را تشکیل می‌دهند که گاهی اوقات از پردازش نوشتار غیرقابل تشخیص می‌شوند. اما تمایز قطعی آنها از پردازش نوشتار، پردازش نوشتار به معنای واقعی واژه است:
- نشان‌دهنده‌ی «ابزارهای پردازش نوشتار» است، نه فقط برنامه‌های «ویرایش نوشتار».
- خیلی بیشتر «روش برگه‌ی‌کلید» است، برخلاف «روش ماوس» (مثلاً کشیدن و رها کردن، برش و چسباندن) برای شروع ویرایش.
- رویکرد، دسترسی ترتیبی است نه دسترسی تصادفی.
- مستقیماً در لایه نمایش عمل می‌کند، نه به طور غیرمستقیم در لایه کاربرد .
- با داده‌های خام استاندارد کار می‌کند و به جای گرایش به روش‌های اختصاصی، به صورت بازتری عمل می‌کند.

به این ترتیب، نشانه‌هایی مانند فونت و رنگ واقعاً عامل متمایزکننده‌ای نیستند، زیرا توالی کاراکترهایی که بر فونت و رنگ تأثیر می‌گذارند، صرفاً کاراکترهای استانداردی هستند که به طور خودکار توسط یک حالت پردازش نوشتار پس‌زمینه درج می‌شوند و بدست ویرایشگرهای نوشتار سازگار طوری ساخته شده‌اند که به صورت شفاف کار کنند، اما وقتی آن حالت فعال نیست، به عنوان دستورات پردازش نوشتار قابل مشاهده می‌شوند. بنابراین، پردازش نوشتار اساساً (اما نه کاملاً) حول کاراکترهای بصری (یا گرافم‌ها ) تعریف می‌شود تا کاراکترهای استاندارد، اما نامرئی.

## تاریخچه
گسترش پردازش نوشتار رایانه‌ای به طور جدی با رسمی‌سازی زبان منظم بدیت کلین (Kleene) آغاز شد. چنین عبارات منظمی می‌توانند به یک برنامه کوچک تبدیل شوند که با یک فرآیند کامپایل تکمیل می‌شود و پس از گسترش آن زبان، برای انجام هرگونه ویرایشی در دسترس است. به طور مشابه، پالایه‌ها با فرگشت گزینه‌های ویژه گسترش می‌یابند.

## مفاهیم پایه
یک ویرایشگر اساساً یک جریان ورودی را فراخوانی می‌کند و آن را به محیط پردازش نوشتار، که یا یک پوسته فرمان یا یک ویرایشگر نوشتار است، هدایت می‌کند. خروجی حاصل برای پردازش نوشتار بیشتر کاربری‌پذیر است، که نتیجه نهایی آن با یک کاربرد یکتا از یک الگوریتم که یک بار بدست یک برنامه کامپیوتری پیچیده‌تر و ساختاریافته‌تر اعمال شده است، قابل مقایسه است.
پردازش نوشتار، برخلاف الگوریتم، یک توالی دستی از ماکروهای ساده‌تر است که عبارات الگو-عمل و مکانیسم‌های فیلترینگ هستند. در هر دو حالت، قصد برنامه‌نویس به طور غیرمستقیم بر مجموعه‌ای از کاراکترهای نوشتاری در عمل پردازش نوشتار تأثیر می‌گذارد. نتایج یک مرحله پردازش نوشتار گاهی اوقات فقط امیدوارکننده است و مکانیسم مورد نظر اغلب از طریق بازخورد بصری در معرض پیش‌نویس‌های متعدد قرار می‌گیرد، تا زمانی که جزئیات عبارت منظم یا زبان نشانه‌گذاری یا تا زمانی که گزینه‌های کاربردی به طور کامل تسلط یابند.
پردازش نوشتاری عمدتاً با ساخت کاراکترهای نوشتاری در بالاترین سطح محاسبات سروکار دارد، جایی که فعالیت‌های آن درست پایین‌تر از کاربردهای عملی محاسبات — انتقال دستی اطلاعات - قرار دارد.
در نهایت، تمام محاسبات، پردازش نوشتار است، از کاراکترهای نوشتاری خودکامپایل شونده یک اسمبلر گرفته تا زبان برنامه‌نویسی خودکار تولید شده برای مدیریت توده‌ای از داده‌های گرافیکی و در نهایت تا فراکاراکترهای عبارات منظم که اسناد نوشتاری موجود را مرتب می‌کنند.
پردازش نوشتار، اتوماسیون مخصوص به خود را دارد.

### واچ‌ها
کاراکترهای نوشتاری در مجموعه کاراکترهای استانداردی قرار می‌گیرند که دربرگیرنده‌ی کاراکترهای کنترلی مانند کاراکترهای خط تازه نیز می‌شوند که نوشتار را مرتب می‌کنند. انواع دیگر کاراکترهای کنترلی، انتقال را مرتب می‌کنند، مجموعه کاراکترها را تعریف می‌کنند و سایر وظایف مربوط به نگهداری را انجام می‌دهند.

## همچنین ببینید
- ویرایشگر نوشتار
- فهرست دستورات یونیکس

## پیوندهای بیرونی
- موضوع کتاب پردازش خودکار نوشتار نوشته جرارد سالتون
- پایگاه داده با ابزارهای پردازش نوشتار (2013-10-23)
- نرم‌افزار تحلیل محتوا، نرم‌افزاری برای تحلیل محتوا.
- ابزارهای نوشتار آنلاین ابزارهای پردازش نوشتار آنلاین.